# Heroon
L'heroon (dal greco ἡρῷον) è il santuario monumentale eretto per un eroe.
Ornata da ricche e raffinate suppellettili, questo genere di santuario era riservata per lo più ad ecisti, principi, re che, eroizzati dopo la morte, diventavano motivo di unione per la comunità che erigeva il monumento. Tale santuario è generalmente all'interno del perimetro urbano, in posizione di grande rilievo (per es. nell'agorà) e diveniva luogo di culto e venerazione popolare da parte dei cittadini. Infatti, secondo la mitologia le reliquie del valoroso uomo possedevano poteri straordinari, tramandati dal mondo in cui ora si trovava l'eroe.
Nell'antica Grecia tale santuario ha la forma architettonica di una thòlos dell'età micenea, soprattutto di quelle costruite tra il XVIII ed il XII secolo a.C.

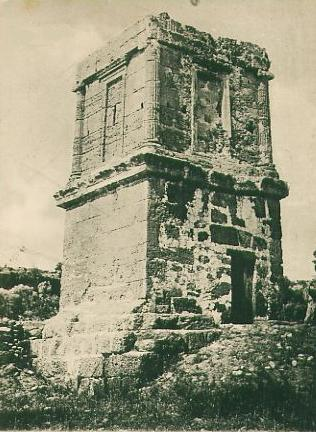
Heroon ad Agrigento

La tholos ha una pianta circolare, coperta da una pseudo-cupola. Per lo più questo tipo di santuario era ipogeo, cioè costruito sottoterra o scavando attraverso un promontorio del terreno. Priva di pilastri di sostegno, era costituito da grosse pietre squadrate disposte in file circolari concentriche (e chiuse in alto da una lastra). Il corridoio di accesso è chiamato dròmos e dava sulla porta d'ingresso, la quale presenta due aperture centrali: una porta monolitica sormontata da una finestra triangolare.
Nelle colonie può avere forma molto semplice: quello di Poseidonia (fine VI secolo a.C.) è costituito da una semplice camera ipogea in arenaria coperta da lastroni fittili, probabilmente in origine coperta da un tumulo.